# パイオニアコミュニケーションズ
パイオニアコミュニケーションズ株式会社（英: Pioneer Communications Corporation）は、かつて存在したパイオニア株式会社の完全子会社で、電話機を生産していた企業。上級機種に限られるが、近年では数少ないコードレス電話を日本国内で製造していた。近年は電話機の他に、表示画質とスピーカー音質に力を入れたデジタルフォトフレーム製品を展開していた。
コードレス電話市場で2002年から7年連続で販売台数トップシェアを獲得していた。
2013年10月1日に、パイオニアホームエレクトロニクス株式会社（後のオンキヨー&パイオニア株式会社、現・オンキヨーホームエンターテイメント株式会社）に吸収合併された。

## 沿革
- 1962年（昭和37年） - 前身のシマー電子工業株式会社が東京都調布市で設立される[3]。
- 1964年（昭和39年） - パイオニア株式会社がアンサホン1号機を発売。
- 1968年（昭和43年） - パイオニアがシマー電子工業に資本参加。ヘッドホンの企画開発・販売、留守番電話の製造等を行う。
- 1977年（昭和52年） - パイオニアの完全子会社となり、パイオニアアンサホン株式会社に社名変更。
- 1981年（昭和56年） - 本社を埼玉県所沢市に移転。
- 1985年（昭和60年） - 電電公社民営化により民間に開放された電話機市場に参入。
- 1987年（昭和62年） - 多機能留守番電話を発売。
- 1989年（平成元年） - コードレス電話機を発売。
- 1990年（平成2年） - パイオニアコミュニケーションズ株式会社に社名変更。
- 2005年（平成17年）2月 - デジタルコードレス電話機を発売。
- 2013年（平成25年）10月1日 - パイオニアホームエレクトロニクス株式会社（現・オンキヨーホームエンターテイメント株式会社）に吸収合併される。

## 製品
- 2.4GHz帯デジタルコードレス電話機
- 1.9GHz帯DECT方式準拠デジタルコードレス電話機
- アナログコードレス電話機
- ベーシックテレホン
- 業務用コードレス電話機
- ドアホンセット（アイホンのOEM）
- デジタルフォトフレーム「HAPPY FRAME」